# 青丘 (古朝鲜)
青丘（韩语：청구）或青邱，是朝鲜三国时代以来就被用来指代朝鲜半岛上的国家的名称。虽然根据中国的古文献发现早在那之前中国的古人就已经用这个词汇来指代中国的东方或者中国以东的国家，因为根据五行学说，东方的颜色是青色，而朝鲜多山地，因此为青丘。注释：南北朝鲜都无历史文献记载青丘，但从《天下图》对《山海经》中地名的标注方位不难看出，朝鲜学者为了拉近本国与华夏中心在文明和空间上的距离而对《山海经》的记载着意操弄，朝鲜王国从中获得了其他文本所无法提供的身份证明和自我满足。